# Handball-Oberliga Sachsen 2009/10
Die Handball-Oberliga Sachsen 2009/10 war die neunzehnte und letzte Spielzeit, welche unter dem Dach des sächsischen Handballverbandes (HVS) organisiert war und nach der Bundesliga, der 2. Bundesliga und der Regionalliga zu den vierthöchsten Spielklassen im deutschen Handball gehörte, bevor sie durch die neue Handball-Oberliga Mitteldeutschland ersetzt wurde.

## Saisonverlauf
Meister und Aufsteiger in die 3. Liga wurde der SC DHfK Leipzig und Absteiger in die Verbandsliga waren Concordia Delitzsch II und der VfL Waldheim 54. Sachsenmeister und Aufsteiger bei den Frauen war der HC Sachsen Neustadt-Sebnitz.
Durch die Einführung der neuen 3. Liga und Oberligen steigt der Sachsenmeister nicht mehr direkt in die dritthöchste Spielklasse auf, sondern muss mit den Meistern von Sachsen-Anhalt und Thüringen einen Aufstiegsplatz ausspielen. Leipzig konnte sich in der Relegation gegen den SV Oebisfelde 1895 durchsetzen und war damit für die 3. Liga 2010/11 qualifiziert.
Ab der Saison 2010/11 wurden die Oberligen Sachsen, Sachsen-Anhalt und Thüringen zu der neu formierten Oberliga Mitteldeutschland zusammengeschlossen. Es gibt aber weiterhin eine Sachsenliga als fünfthöchste Spielklasse, die zwischen der Oberliga Mitteldeutschland und der Verbandsliga angesiedelt ist.

### Modus
14 Mannschaften spielten in einer Hin- und Rückrunde um die Sachsenmeisterschaft und die Teilnahme an der Relegation um den Aufstieg in die neue 3. Liga (Handball). Der Tabellenführer nach dem 26. Spieltag war automatisch Sachsenmeister 2010 und Teilnehmer an der Aufstiegsrelegation. Die Plätze dreizehn und vierzehn waren die zwei Absteiger in die nunmehr sechstklassige Verbandsliga.

## Teilnehmer
Bei den Männern stiegen der VfL Waldheim 54 und Zwönitzer HSV 1928 aus der Verbandsliga in die Oberliga (N) auf. Absteiger (A) aus der Regionalliga war der SC DHfK Leipzig.

### Tabelle (Männer)

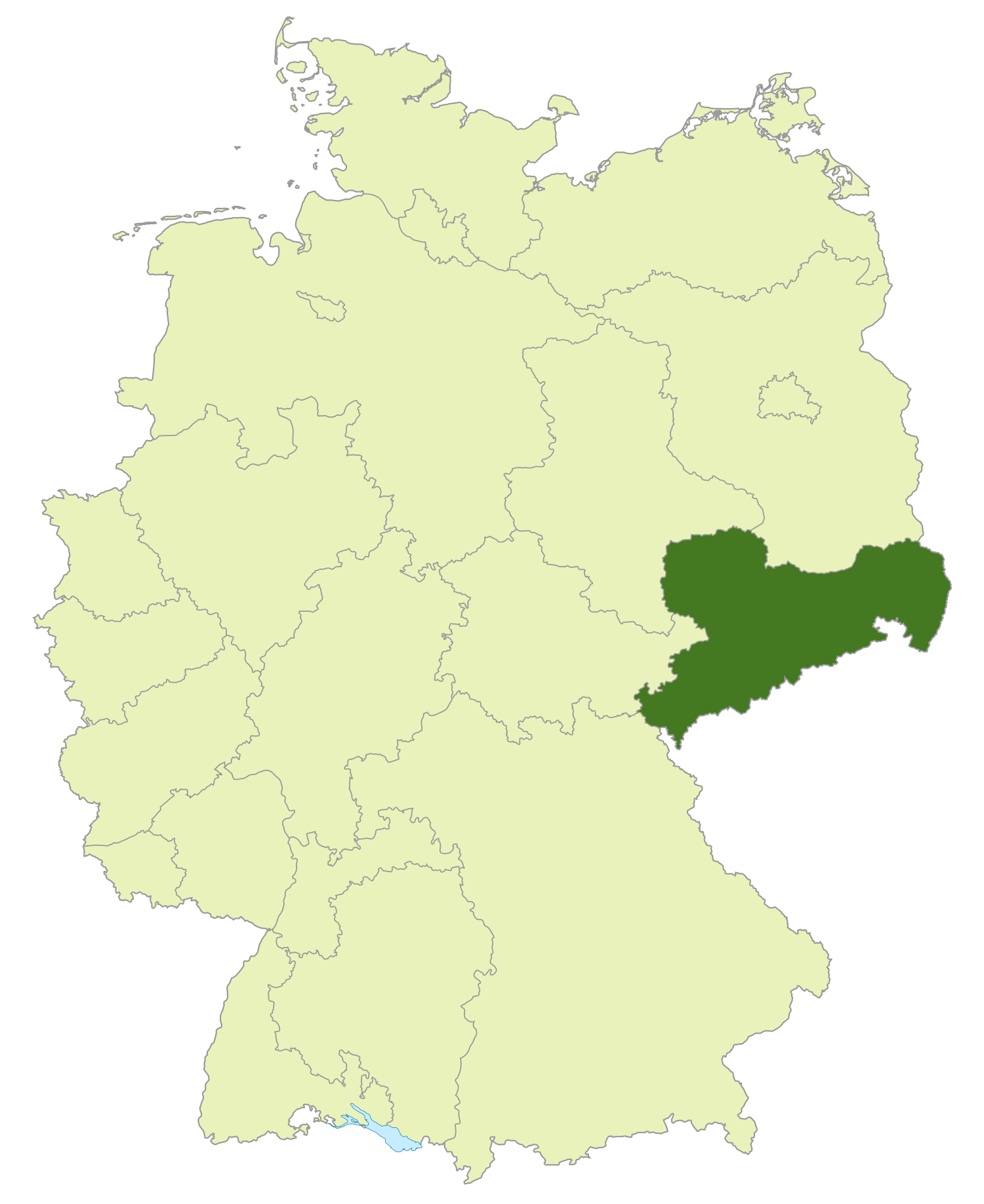
Bereich „Handball-Verband Sachsen“ (grün)

|     | Verein                 | Sp | S  | U | N  | Tore      | Diff. | Punkte  |
| --- | ---------------------- | -- | -- | - | -- | --------- | ----- | ------- |
| 1.  | SC DHfK Leipzig (A)    | 26 | 25 | 1 | 0  | 852 : 609 | +0243 | 51 : 01 |
| 2.  | HC Elbflorenz          | 26 | 22 | 1 | 3  | 871 : 663 | +0208 | 45 : 07 |
| 3.  | HSG Freiberg           | 26 | 17 | 4 | 5  | 722 : 661 | +061  | 38 : 14 |
| 4.  | HSV Glauchau           | 26 | 16 | 2 | 8  | 839 : 735 | +0104 | 34 : 18 |
| 5.  | LHV Hoyerswerda        | 26 | 16 | 2 | 8  | 748 : 685 | +063  | 34 : 18 |
| 6.  | Zwönitzer HSV 1928 (N) | 26 | 13 | 2 | 11 | 671 : 688 | −017  | 28 : 24 |
| 7.  | HSV Dresden            | 26 | 12 | 3 | 11 | 742 : 727 | +015  | 27 : 25 |
| 8.  | HSG Neudorf/Döbeln     | 26 | 10 | 4 | 12 | 730 : 764 | −034  | 24 : 28 |
| 9.  | HC Einheit Plauen      | 26 | 10 | 2 | 14 | 735 : 772 | −037  | 22 : 30 |
| 10. | HVH Kamenz             | 26 | 9  | 2 | 15 | 813 : 806 | +07   | 20 : 32 |
| 11. | EHV Aue II             | 26 | 6  | 1 | 19 | 731 : 856 | −0125 | 13 : 39 |
| 12. | SC Riesa               | 26 | 4  | 4 | 18 | 702 : 825 | −0123 | 12 : 40 |
| 13. | Concordia Delitzsch II | 26 | 5  | 0 | 21 | 708 : 867 | −0159 | 10 : 42 |
| 14. | VfL Waldheim 54 (N)    | 26 | 2  | 2 | 22 | 717 : 923 | −0206 | 06 : 46 |

### Entscheidungen
|     | Sachsenmeister / Aufsteiger in die 3. Liga (2010/11)    |
|     | Für die Oberliga Mitteldeutschland 2010/11 qualifiziert |
|     | Absteiger in die Verbandsliga                           |
| (A) | Absteiger aus der Regionalliga                          |
| (N) | Aufsteiger aus der Verbandsliga                         |

## Relegation
Die Meister der Oberligen Sachsen, Sachsen-Anhalt und Thüringen spielten in einer Relegationsrunde einen freien Platz für die 3. Liga aus. Die beiden Verlierer der Relegationsrunde wurden in die neue Oberliga Mitteldeutschland eingegliedert.
Das Hinspiel fand am 8. Mai 2010 statt. Das Rückspiel fand am 9. Mai 2010 statt.
| Mannschaft 1       | Mannschaft 2    | Hinspiel             | Rückspiel            | Gesamt  |
| ------------------ | --------------- | -------------------- | -------------------- | ------- |
| SV Oebisfelde 1895 | SC DHfK Leipzig | 08.05. Sa. 18:30 Uhr | 09.05. So. 16:30 Uhr | 50 : 53 |
| SV Oebisfelde 1895 | SC DHfK Leipzig | 30 : 27 (12 : 10)    | 20 : 26 (09 : 13)    | 50 : 53 |

- Der SV Hermsdorf (Thüringenliga) verzichtete auf den Aufstieg und nahm daher nicht an der Relegation teil.
- Mit dem Sieg der SC DHfK Leipzig waren diese für die 3. Liga 2010/11 qualifiziert.